# Liste der Kulturdenkmale in Rothenbach (Glauchau)
Die Liste der Kulturdenkmale in Rothenbach (Glauchau) enthält die in der amtlichen Denkmalliste des Landesamtes für Denkmalpflege Sachsen ausgewiesenen Kulturdenkmale im Glauchauer Ortsteil Rothenbach.

## Legende
- Bild: Bild des Kulturdenkmals, ggf. zusätzlich mit einem Link zu weiteren Fotos des Kulturdenkmals im Medienarchiv Wikimedia Commons. Wenn man auf das Kamerasymbol klickt, können Fotos zu Kulturdenkmalen aus dieser Liste hochgeladen werden:
- Bezeichnung: Denkmalgeschützte Objekte und ggf. Bauwerksname des Kulturdenkmals
- Lage: Straßenname und Hausnummer oder Flurstücknummer des Kulturdenkmals. Die Grundsortierung der Liste erfolgt nach dieser Adresse. Der Link (Karte) führt zu verschiedenen Kartendiensten mit der Position des Kulturdenkmals. Fehlt dieser Link, wurden die Koordinaten noch nicht eingetragen. Sind diese bekannt, können sie über ein Tool mit einer Kartenansicht einfach nachgetragen werden. In dieser Kartenansicht sind Kulturdenkmale ohne Koordinaten mit einem roten bzw. orangen Marker dargestellt und können durch Verschieben auf die richtige Position in der Karte mit Koordinaten versehen werden. Kulturdenkmale ohne Bild sind an einem blauen bzw. roten Marker erkennbar.
- Datierung: Baubeginn, Fertigstellung, Datum der Erstnennung oder grobe zeitliche Einordnung entsprechend des Eintrags in der sächsischen Denkmaldatenbank
- Beschreibung: Kurzcharakteristik des Kulturdenkmals entsprechend des Eintrags in der sächsischen Denkmaldatenbank, ggf. ergänzt durch die dort nur selten veröffentlichten Erfassungstexte oder zusätzliche Informationen
- ID: Vom Landesamt für Denkmalpflege Sachsen vergebene, das Kulturdenkmal eindeutig identifizierende Objekt-Nummer. Der Link führt zum PDF-Denkmaldokument des Landesamtes für Denkmalpflege Sachsen. Bei ehemaligen Kulturdenkmalen können die Objektnummern unbekannt sein und deshalb fehlen bzw. die Links von aus der Datenbank entfernten Objektnummern ins Leere führen. Ein ggf. vorhandenes Icon  führt zu den Angaben des Kulturdenkmals bei Wikidata.

## Rothenbach
| Bild                                    | Bezeichnung                                                                                             | Lage                                       | Datierung                 | Beschreibung | ID       |
| --------------------------------------- | --- | ------------------------------------------ | ------------------------- | --- | -------- |
| Direkt Bild zu diesem Denkmal hochladen | Wohnhaus und Seitengebäude eines Zweiseithofes                                                          | Rothenbacher Marktsteig 4 (Karte)          | um 1800                   | Baugeschichtlich von Bedeutung, mit Fachwerk-Obergeschoss. Giebel massiv | 09241610 |
| Direkt Bild zu diesem Denkmal hochladen | Scheune und zwei Seitengebäude eines Vierseithofes                                                      | Rothenbacher Straße 29 (Karte)             | um 1800                   | Baugeschichtlich und wirtschaftsgeschichtlich von Bedeutung, in Fachwerk-Bauweise. - Erstes Seitengebäude: Tordurchfahrt, Erdgeschoss massiv, Giebel massiv, - Andere Seitengebäude: Fachwerk zum großen Teil auch im Erdgeschoss erhalten, Scheune Erdgeschoss, Obergeschoss Fachwerk                                                                               | 09241611 |
| Direkt Bild zu diesem Denkmal hochladen | Scheune eines Dreiseithofes                                                                             | Rothenbacher Straße 30 (Karte)             | um 1800                   | Baugeschichtlich und wirtschaftsgeschichtlich von Bedeutung, Fachwerk-Scheune. | 09241612 |
| Direkt Bild zu diesem Denkmal hochladen | Seitengebäude (mit Oberlaube), Scheune und Stallgebäude sowie Torbogen eines Vierseithofes              | Rothenbacher Straße 34 (Karte)             | 18. Jahrhundert           | Baugeschichtlich und wirtschaftsgeschichtlich von Bedeutung, Ensemble von Fachwerkbauten, strebenreiches Fachwerk, ein Seitengebäude mit seltener Oberlaube. - Stall: Zwölfjochige Oberlaube, gezapfte Knaggen, Erdgeschoss massiv und Garageneinbauten, Haus teilweise verputzt, - Seitengebäude: Geblattete Streben, an Ständern befestigt, teilweise verbrettert. | 09241613 |
| Direkt Bild zu diesem Denkmal hochladen | Denkmal und Treppenanlage für die Gefallenen des Ersten Weltkrieges                                     | Rothenbacher Straße 35 (gegenüber) (Karte) |                           | | 09305531 |
| Direkt Bild zu diesem Denkmal hochladen | Stallgebäude eines Vierseithofes                                                                        | Rothenbacher Straße 39 (Karte)             | 1. Hälfte 19. Jahrhundert | Baugeschichtlich und wirtschaftsgeschichtlich von Bedeutung, mit Fachwerk-Obergeschoss. Erdgeschoss massiv mit originalem Türgewände, Obergeschoss Fachwerk, Satteldach, Giebel verschiefert oder teilweise verbrettert | 09241614 |
| Direkt Bild zu diesem Denkmal hochladen | Stallgebäude (mit Oberlaube) und Scheune (Nr. 42a) sowie Schuppen (Nr. 42) eines ehemaligen Bauernhofes | Rothenbacher Straße 42; 42a (Karte)        | um 1800                   | Baugeschichtlich und wirtschaftsgeschichtlich von Bedeutung, Fachwerkbauten, Seitengebäude mit seltener Oberlaube. | 09241615 |
| Direkt Bild zu diesem Denkmal hochladen | Scheune eines Bauernhofes                                                                               | Rothenbacher Straße 45 (Karte)             | um 1800                   | Baugeschichtlich und wirtschaftsgeschichtlich von Bedeutung, Fachwerk-Scheune. | 09241616 |
| Direkt Bild zu diesem Denkmal hochladen | Scheune und Stallgebäude eines Vierseithofes                                                            | Rothenbacher Straße 46 (Karte)             | um 1800                   | Baugeschichtlich und wirtschaftsgeschichtlich von Bedeutung, Fachwerkbauten. Am Stall giebelseitiger Anbau, Erdgeschoss massiv. | 09241617 |
| Direkt Bild zu diesem Denkmal hochladen | Scheune eines Bauernhofes                                                                               | Rothenbacher Straße 50 (Karte)             | um 1800                   | Baugeschichtlich von Bedeutung. Gepflegter Bauzustand. | 09241618 |
| Direkt Bild zu diesem Denkmal hochladen | Scheune und Stallgebäude eines Vierseithofes                                                            | Rothenbacher Straße 51 (Karte)             | um 1800                   | Baugeschichtlich und wirtschaftsgeschichtlich von Bedeutung, Fachwerkbauten. Stall: Erdgeschoss massiv, Treppenaufgang zu Obergeschoss, Scheune: Kniestock. | 09241619 |
| Direkt Bild zu diesem Denkmal hochladen | Scheune eines Bauernhofes                                                                               | Rothenbacher Straße 52 (Karte)             | um 1800                   | Baugeschichtlich und wirtschaftsgeschichtlich von Bedeutung, Fachwerk-Scheune. Fachwerk mit Kniestock. | 09241620 |
| Direkt Bild zu diesem Denkmal hochladen | Stallgebäude und Seitengebäude eines Vierseithofes                                                      | Rothenbacher Straße 57; 57b (Karte)        | um 1800 (Stallgebäude)    | Baugeschichtlich und wirtschaftsgeschichtlich von Bedeutung. - Schuppen/Seitengebäude: Geblattetes Fußband, eine Traufseite massiv unterfahren, - Stall: massives Erdgeschoss, Obergeschoss zu Wohnzwecken umgebaut. | 09241622 |
| Direkt Bild zu diesem Denkmal hochladen | Wohnstallhaus und Scheune eines Vierseithofes                                                           | Rothenbacher Straße 58 (Karte)             | um 1800                   | Baugeschichtlich und wirtschaftsgeschichtlich von Bedeutung, straßenraumprägende Fachwerkbauten. Scheune: Fachwerk, Wohnstallhaus: im Obergeschoss zu große Fenster, aber straßenraumprägend, guter Zustand. | 09241623 |
| Direkt Bild zu diesem Denkmal hochladen | Wohnstallhaus eines Häusleranwesens                                                                     | Rothenbacher Straße 60 (Karte)             | 1. Hälfte 18. Jahrhundert | Baugeschichtlich von Bedeutung, altertümliche Fachwerkkonstruktion (Kopfstreben), wichtig für Ortsbild durch Straßenlage. Teilweise geblattete Kopfbänder und geblattete Streben und gezapft, Fachwerk im Erdgeschoss teilweise erhalten, traufseitiger Anbau, wichtig für Ortsbild durch Straßenlage.                                                               | 09241624 |
| Direkt Bild zu diesem Denkmal hochladen | Wohnhaus eines Bauernhofes                                                                              | Rothenbacher Straße 61 (Karte)             | um 1800                   | Baugeschichtlich von Bedeutung, mit Fachwerk-Obergeschoss. | 09241625 |
| Direkt Bild zu diesem Denkmal hochladen | Stallgebäude eines Vierseithofes                                                                        | Rothenbacher Straße 62 (Karte)             | um 1800                   | Baugeschichtlich und wirtschaftsgeschichtlich von Bedeutung, wichtig für Straßenraum, Fachwerkbau, Erdgeschoss auch Fachwerk. Schlechter Zustand, wahrscheinlich ungenutzt, wichtig für Straßenraum, Erdgeschoss auch Fachwerk. | 09241626 |
| Direkt Bild zu diesem Denkmal hochladen | Scheune eines Vierseithofes                                                                             | Rothenbacher Straße 63 (Karte)             | um 1800                   | Baugeschichtlich und wirtschaftsgeschichtlich von Bedeutung. Guter Zustand | 09241627 |
| Direkt Bild zu diesem Denkmal hochladen | Scheune, Stallgebäude und Seitengebäude eines Vierseithofes                                             | Rothenbacher Straße 64 (Karte)             | um 1800                   | Baugeschichtlich und wirtschaftsgeschichtlich von Bedeutung, Ensemble von Fachwerkbauten. Scheune mit breiter Schwelle, schön gestaltet, guter Bauzustand. | 09241628 |
| Direkt Bild zu diesem Denkmal hochladen | Wohnstallhaus eines Dreiseithofes                                                                       | Rothenbacher Straße 65 (Karte)             | Ende 18. Jahrhundert      | Baugeschichtlich von Bedeutung. Schöner Giebel, Satteldach. | 09241629 |
| Direkt Bild zu diesem Denkmal hochladen | Scheune eines Dreiseithofes                                                                             | Rothenbacher Straße 67 (Karte)             | um 1800                   | Baugeschichtlich und wirtschaftsgeschichtlich von Bedeutung, straßenraumprägend. | 09241630 |
| Direkt Bild zu diesem Denkmal hochladen | Seitengebäude eines Dreiseithofes                                                                       | Rothenbacher Straße 68 (Karte)             | um 1800                   | Baugeschichtlich und wirtschaftsgeschichtlich von Bedeutung, mit Fachwerk-Obergeschoss, für Straßenraum bedeutsam. Tordurchfahrt zugebaut, Erdgeschoss massiv, hofseitig verputzt und verändert, aber für Straßenraum bedeutsam. | 09241631 |
| Direkt Bild zu diesem Denkmal hochladen | Wohnhaus eines Bauernhofes                                                                              | Rothenbacher Straße 69 (Karte)             | um 1800                   | Baugeschichtlich von Bedeutung, mit Fachwerk-Obergeschoss. Giebel verschiefert, giebelseitig verlängert. | 09241632 |
| Direkt Bild zu diesem Denkmal hochladen | Scheune eines Dreiseithofes                                                                             | Rothenbacher Straße 73 (Karte)             | um 1800                   | Baugeschichtlich und wirtschaftsgeschichtlich von Bedeutung. | 09241633 |
| Direkt Bild zu diesem Denkmal hochladen | Stallgebäude und Scheune eines Vierseithofes                                                            | Rothenbacher Straße 74 (Karte)             | um 1800                   | Baugeschichtlich und wirtschaftsgeschichtlich von Bedeutung. | 09241634 |
| Direkt Bild zu diesem Denkmal hochladen | Scheune, Stallgebäude und Seitengebäude (Torhaus) eines Vierseithofes                                   | Rothenbacher Straße 75 (Karte)             | um 1800                   | Baugeschichtlich und wirtschaftsgeschichtlich von Bedeutung, weitgehend geschlossen erhaltener Bauernhof in Fachwerkbauweise. Schöne Gauben auf den Satteldächern, Scheune komplett Fachwerk, Torhaus: auch komplett Fachwerk. | 09241635 |
| Direkt Bild zu diesem Denkmal hochladen | Scheune und Seitengebäude eines Dreiseithofes                                                           | Rothenbacher Straße 77 (Karte)             | um 1800                   | Baugeschichtlich und wirtschaftsgeschichtlich von Bedeutung, Fachwerkbauten. Erdgeschoss massiv | 09241636 |
| Direkt Bild zu diesem Denkmal hochladen | Scheune und Stallgebäude eines Bauernhofes                                                              | Rothenbacher Straße 78 (Karte)             | um 1800                   | Baugeschichtlich und wirtschaftsgeschichtlich von Bedeutung. | 09241637 |
| Direkt Bild zu diesem Denkmal hochladen | Scheune und Stallgebäude eines Vierseithofes                                                            | Rothenbacher Straße 82 (Karte)             | um 1800                   | Baugeschichtlich und wirtschaftsgeschichtlich von Bedeutung. Stall: Kniestock | 09241639 |
| Direkt Bild zu diesem Denkmal hochladen | Wohnhaus                                                                                                | Wernsdorfer Straße 10 (Karte)              | 18. Jahrhundert           | Baugeschichtlich von Bedeutung, strebenreiches Fachwerk-Obergeschoss, weit auseinander stehende Ständer. Fachwerk Obergeschoss, Erdgeschoss massiv, Frackdach. | 09241640 |